# Kif'n'dir
Singles de Zaho
La roue tourne
(2008) Je te promets
(2009)
Kif'n'dir (signifie en arabe « comment vais-je faire ? ») est une chanson de la chanteuse Zaho, extrait de l'album Dima. Le titre est sorti en tant que troisième single de l'album le 10 novembre 2008. La chanson a été écrite et composée par Zaho et Phil Greiss, également producteur de l'album. 
Dans cette chanson, Zaho parle de la veille de son départ d’Algérie en pleine décennie noire, guerre civile ayant touché le pays dans les années 1990, vers le Canada où elle a immigré avec sa famille.

## Classement hebdomadaire
| Classement (2008) | Meilleure position |
| ----------------- | ------------------ |
| France (SNEP)     | 33                 |